# Alberto Aparicio
Alberto Aparicio (11 de novembro de 1923 - data de morte desconhecida) foi um futebolista boliviano. Ele competiu na Copa do Mundo FIFA de 1950, sediada no Brasil, na qual a seleção de seu país terminou na décima segunda colocação dentre os treze participantes.